# The End Is the Beginning Is the End
The End Is the Beginning Is the End is een nummer van de Amerikaanse alternatieve rockband The Smashing Pumpkins uit 1997. Het is afkomstig van de soundtrack van de film Batman & Robin.
"The End Is the Beginning Is the End" is het eerste Smashing Pumpkins-nummer met drummer Matt Walker. Het nummer werd uitgebracht in de nasleep van het succesalbum Mellon Collie and the Infinite Sadness. Frontman Billy Corgan dacht aanvankelijk dat hij geen nummer over Batman kon schrijven, omdat hij in een alternatieve rockband zat. Toen het nummer uiteindelijk klaar was, vond Corgan het toch geweldig om te maken. Hij probeerde naar eigen zeggen niet een Smashing Pumpkins-nummer te maken, maar een 'echt Batmanlied'.
Het nummer werd in diverse landen een hit. De Amerikaanse Billboard Hot 100 werd niet gehaald, wel bereikte het de 50e positie in de Radio Songs-lijst van Billboard. In Nederland was het succes ook matig met een 7e positie in de Tipparade, terwijl het in de Vlaamse Ultratop 50 de 37e positie haalde.
In 1998 won de plaat een Grammy Award voor Best Hard Rock Performance.